# Centrifugalregulator
En centrifugalregulator på en dampmaskine er et apparat, der regulerer en dampmaskines gang, dvs. regulerer hastigheden. 
Apparatet sidder på en lodret aksel, der er forbundet med maskinen. Det består af to metalkugler på et par skråtstillede arme, der kan bevæge sig udad under indvirkning af centrifugalkraften. Jo hurtigere dampmaskinen og dermed apparatet snurrer, desto længere slynges kuglerne udad, og armene påvirker da en drøvleventil, der dæmper tilførslen af damp til maskinen. Kører maskinen for langsomt, sidder kuglerne tæt på akslen, og drøvleventilen åbnes mere og giver mere damp til maskinen. 